# 丸岡駅
丸岡駅（まるおかえき）は、福井県坂井市坂井町上新庄にある、ハピラインふくいハピラインふくい線の駅である。坂井市の中心駅であるが、無人駅である。
かつては京福電気鉄道の丸岡線が接続していた。

## 歴史

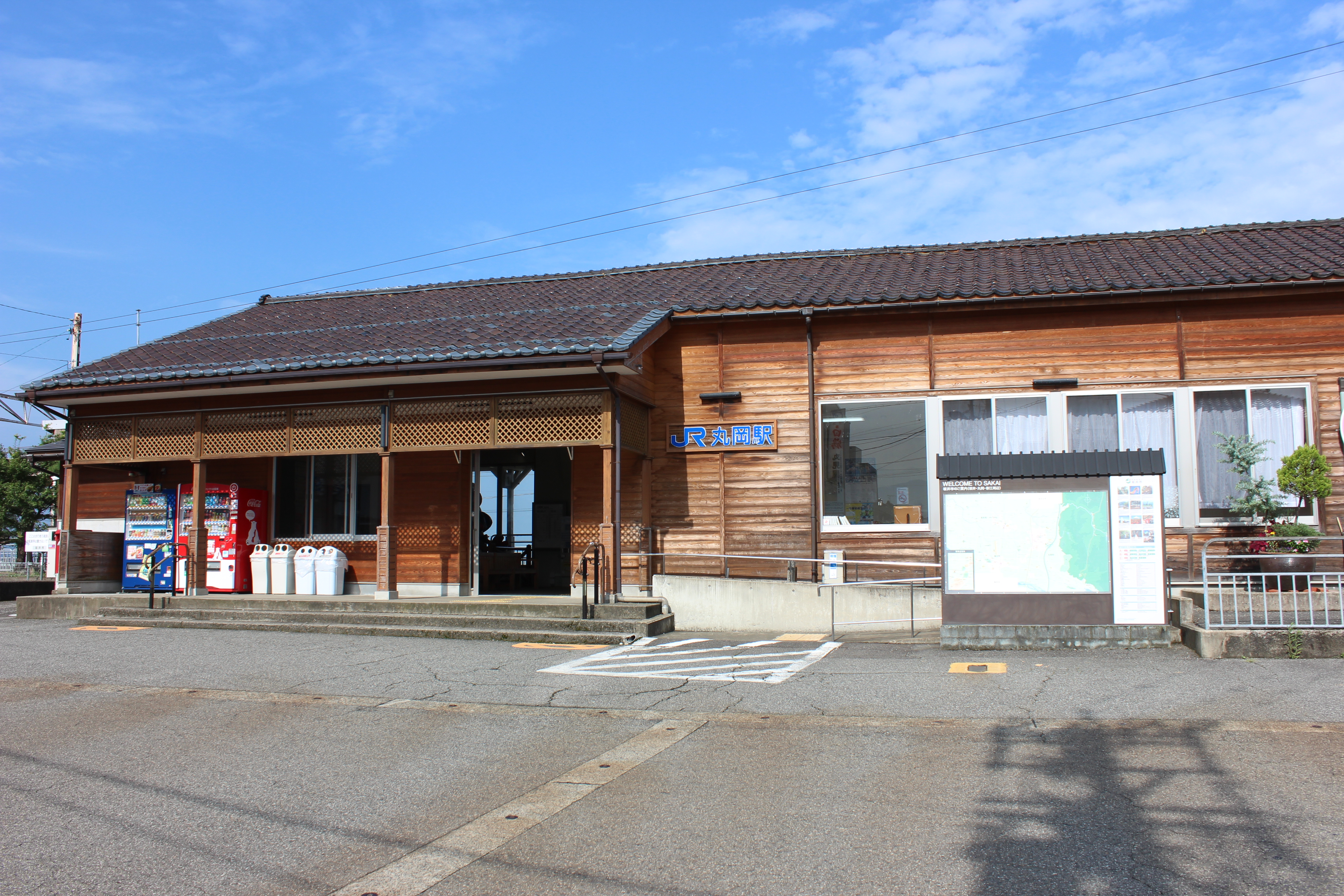
JR西日本時代の駅舎（2020年8月）

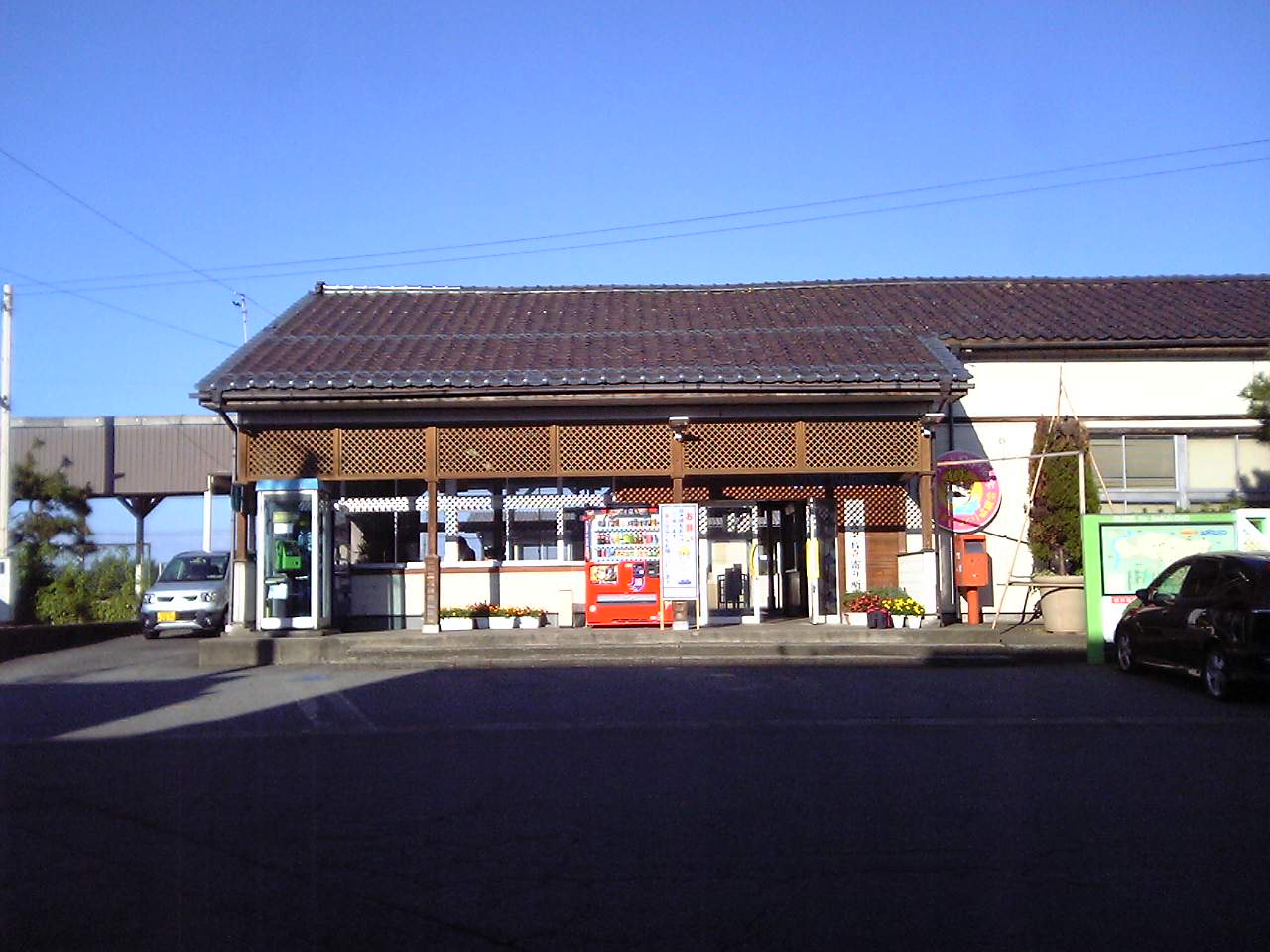
改修が行われる前の駅舎（2009年10月）

- 1897年（明治30年）9月20日[3]：官設鉄道が福井駅から小松駅まで延伸された際、新庄駅（しんじょうえき、一般駅）として開業[1][2]。
- 1902年（明治35年）2月15日：丸岡駅に改称[2]。
- 1909年（明治42年）10月12日：線路名称制定、北陸本線の駅となる。
- 1915年（大正4年）6月22日：丸岡鉄道線の駅が上新庄駅として開業[4][5]。
- 1930年（昭和5年）10月12日：丸岡鉄道線が上新庄駅を廃止して国有鉄道丸岡駅に乗り入れ[6]。
- 1944年（昭和19年）12月1日：丸岡鉄道線が京福電気鉄道に吸収合併され[7]、同社の丸岡線となる。
- 1948年（昭和23年）
  - 6月28日：福井地震により駅舎全壊[8]。
  - 12月8日：本屋その他復旧工事竣工[8]。
- 1968年（昭和43年）7月10日：京福電気鉄道丸岡線の駅が廃止[9]。
- 1980年（昭和55年）9月25日：貨物の取扱を廃止（旅客駅となる）[2]。
- 1984年（昭和59年）2月1日：荷物の取扱を廃止[2]。
- 1987年（昭和62年）4月1日：国鉄分割民営化により西日本旅客鉄道（JR西日本）の駅となる[2]。
- 2010年（平成22年）5月22日：駅舎改修が完了し、完成式典が行われる[10][11]。
- 2018年（平成30年）9月15日：ICカード「ICOCA」の利用が可能となる[12][13][14][15][16][17]。
- 2022年（令和4年）3月1日：無人化[18][19]。
- 2024年（令和6年）3月16日：北陸新幹線の金沢駅 - 敦賀駅延伸開業に伴い、ハピラインふくいの駅になる[20][21][22]。

## 駅構造
元々は単式ホーム1面1線と島式ホーム1面2線、計2面3線のホームを有する地上駅であったが、中央の線路（島式ホーム側）が撤去（その後柵で封鎖）され、現在は単式ホーム2面2線を有する地上駅。撤去された線路の一部は保線車両の引上線として再利用されている。また、2面2線になって以降も場内・出発信号機は残されており、閉塞の境界となっている。上りホーム（1番のりば）側に駅舎があり、下りホーム（2番のりば）へは跨線橋で連絡している。
駅舎は1948年の福井地震後に再建されたもので、木造である。駅長室と宿直室を改修し、多目的ホールや展示コーナーが設置された。北陸新幹線敦賀延伸まではJR西日本金沢支社の福井地域鉄道部が管理する無人駅であった。ICカード専用の簡易改札機が設置されている。券売機あり。

### のりば
| のりば | 路線                | 方向 | 行先               |
| ------ | ------------------- | ---- | ------------------ |
| 1      | ■ハピラインふくい線 | 上り | 福井・敦賀方面     |
| 2      | ■ハピラインふくい線 | 下り | 芦原温泉・金沢方面 |

- 長らくのりば番号が設定されていなかったが[3]、ICOCA導入までに改めて設定された。なお撤去された中線はカウントから外されている。

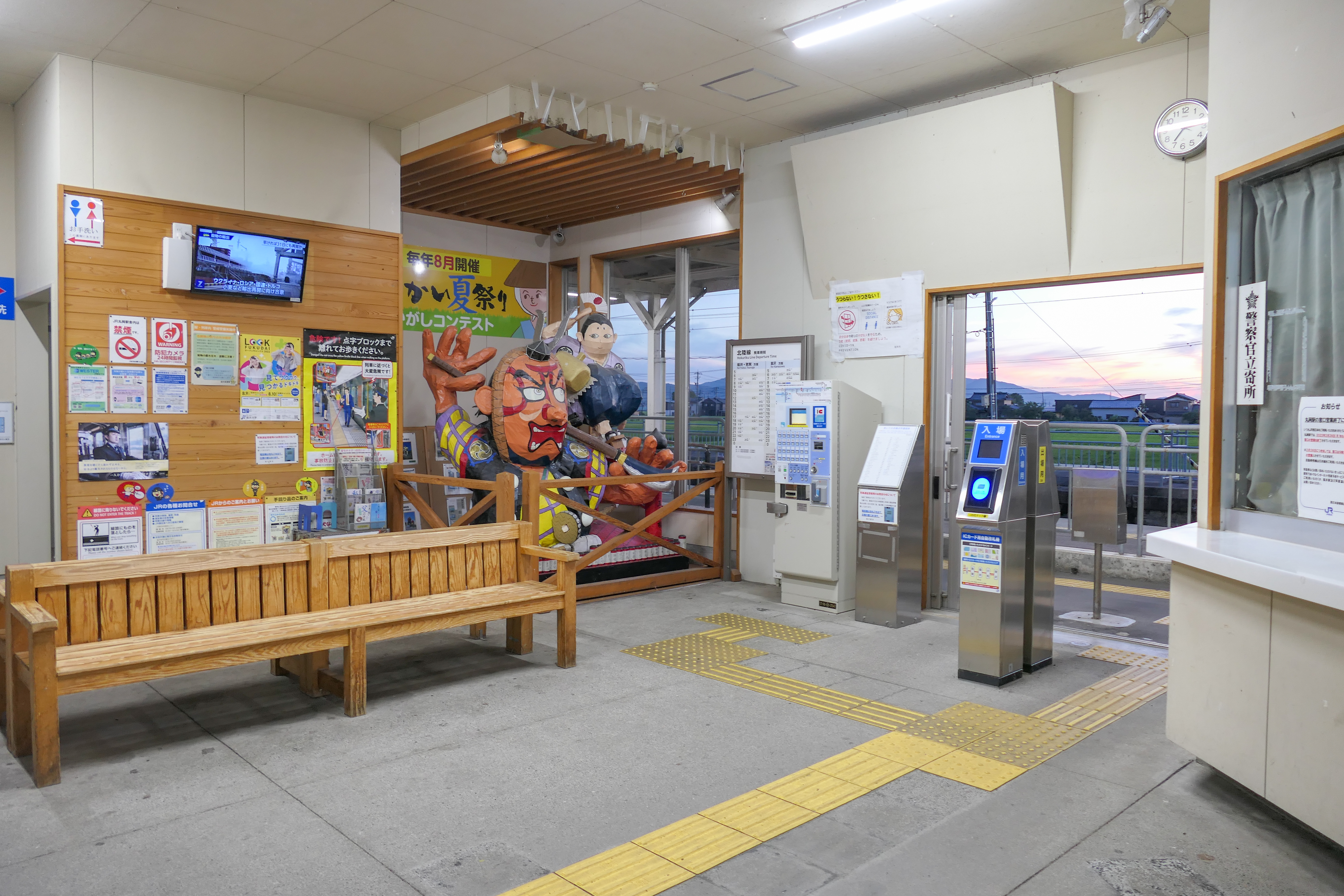
改札口と待合室（2022年7月）
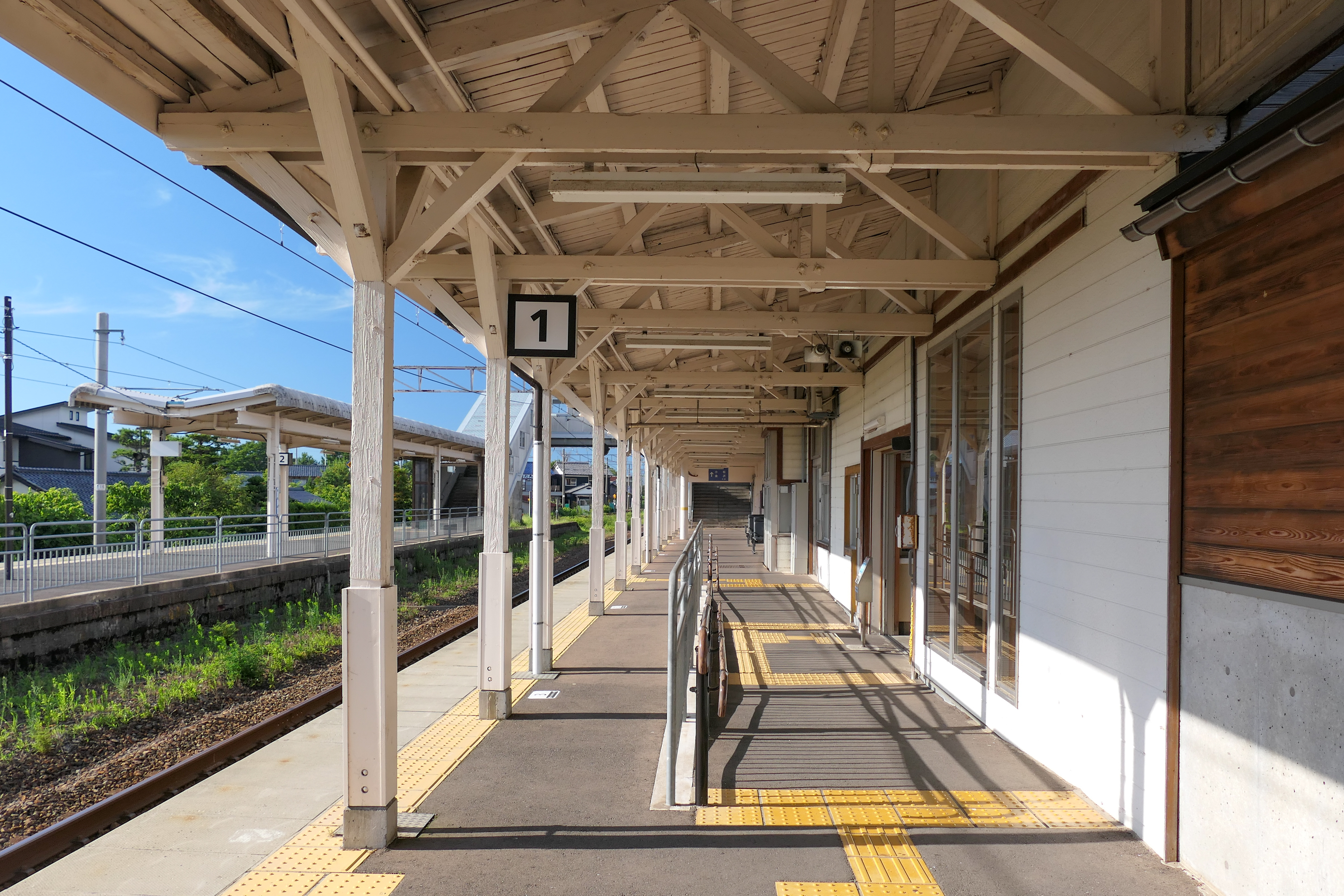
1番線ホーム（2022年7月）
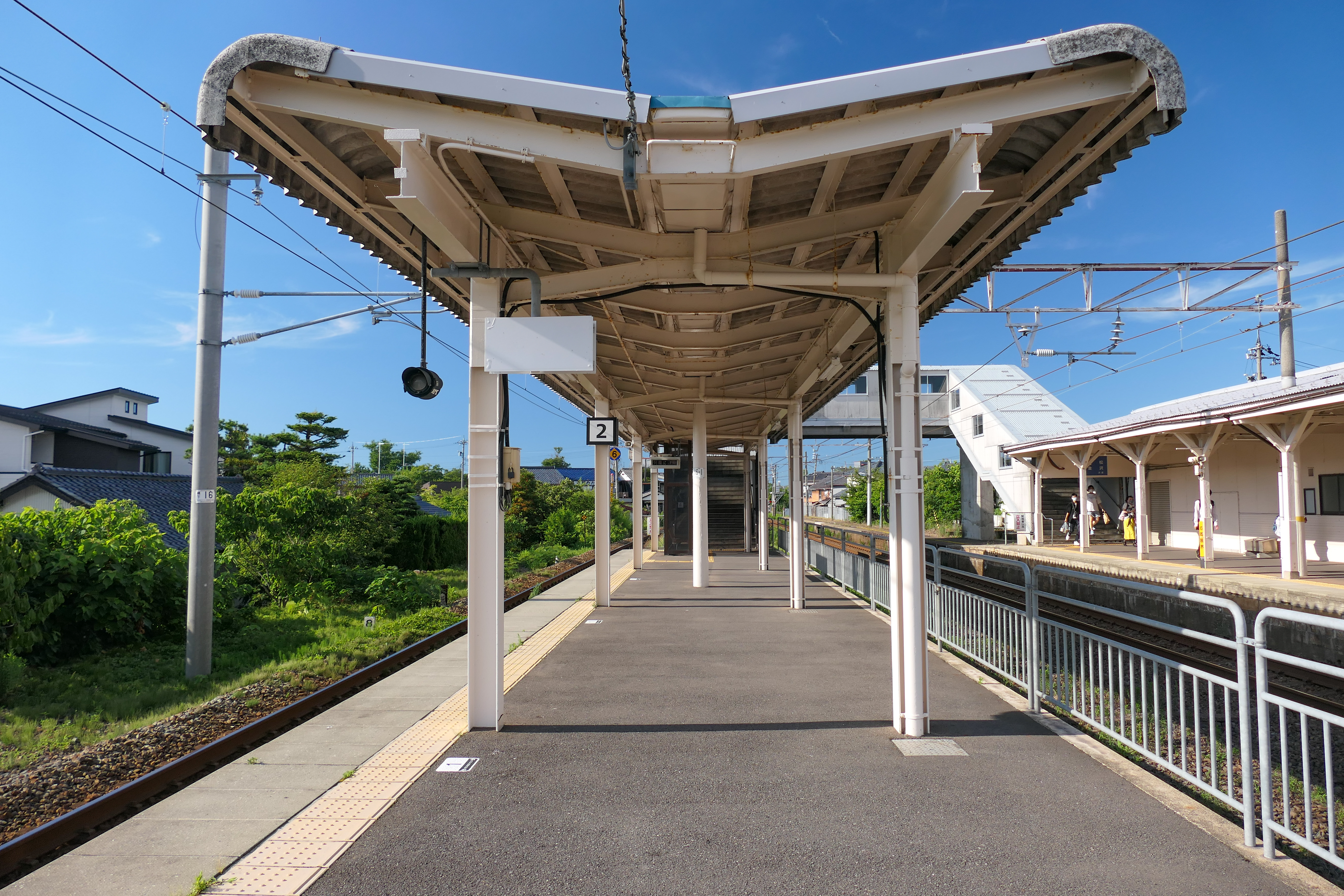
2番線ホーム（2022年7月）
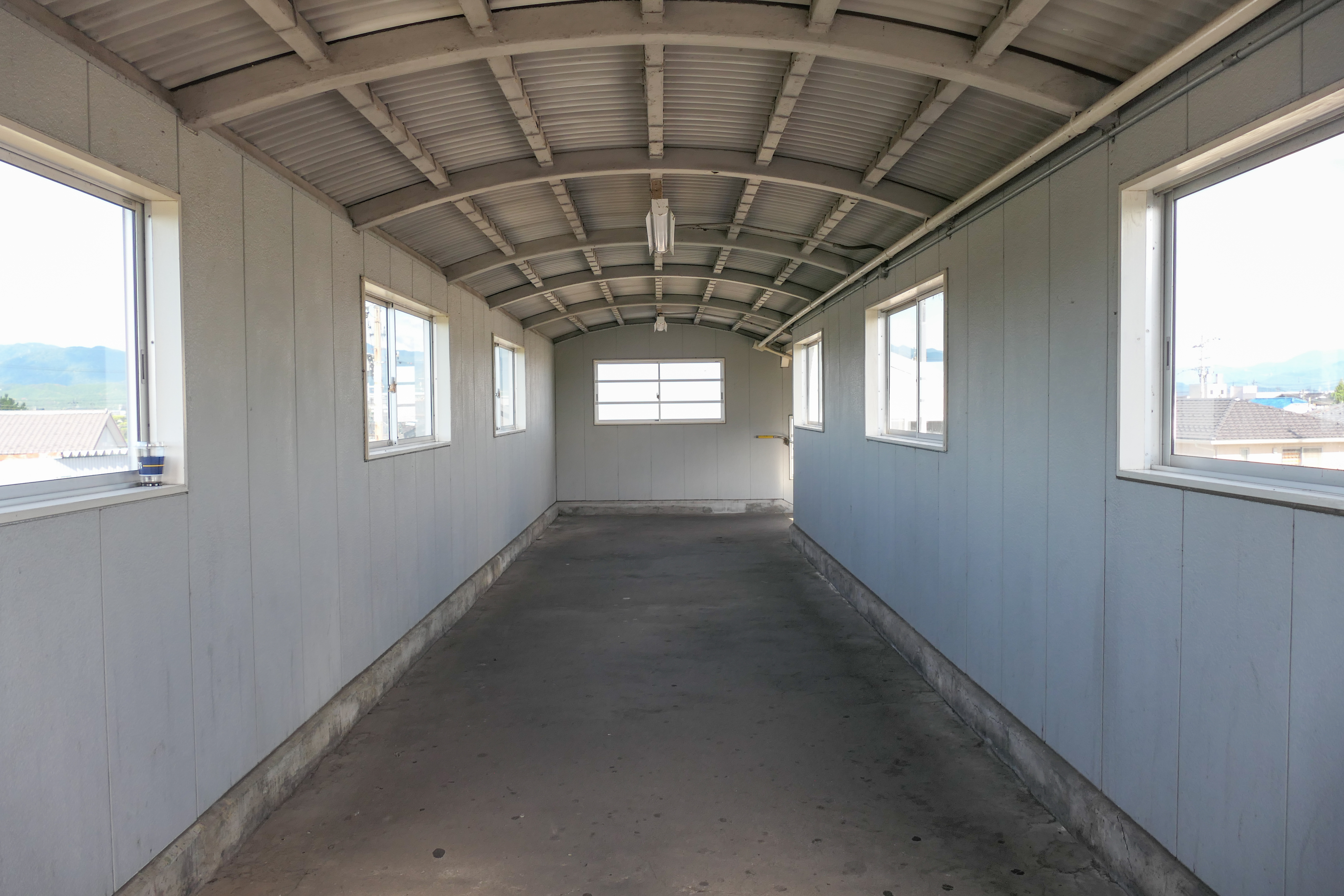
跨線橋（2022年7月）
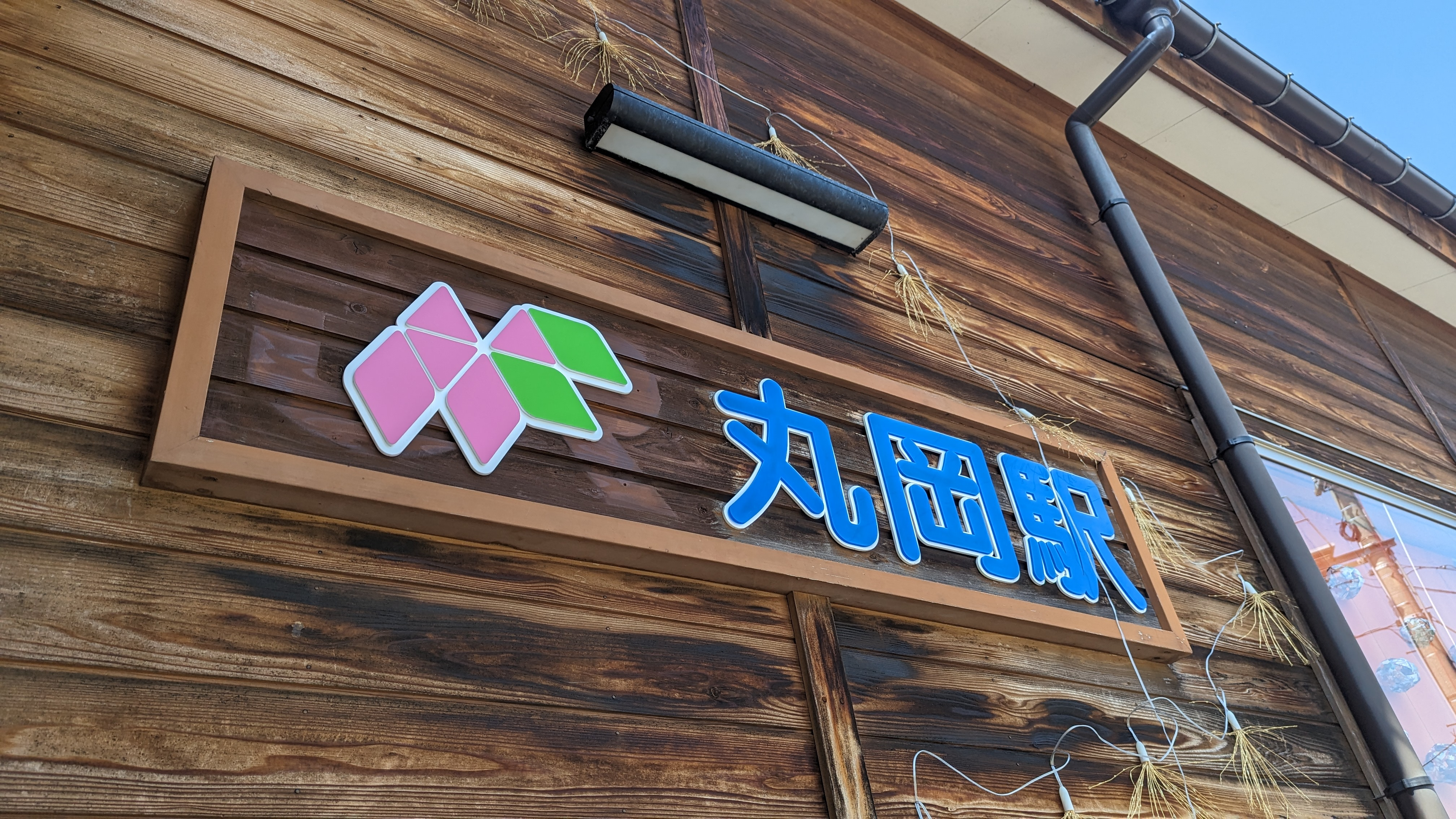
ハピラインふくい経営移管後の駅名表示

## 利用状況
「福井県統計年鑑」によると、2022年（令和4年）度の1日平均乗車人員は1,000人である。
近年の1日平均乗車人員は以下の通り。
| 年度   | 1日平均 乗車人員 |
| ------ | ---------------- |
| 1997年 | 1,163            |
| 1998年 | 1,008            |
| 1999年 | 952              |
| 2000年 | 979              |
| 2001年 | 997              |
| 2002年 | 932              |
| 2003年 | 906              |
| 2004年 | 895              |
| 2005年 | 888              |
| 2006年 | 903              |
| 2007年 | 893              |
| 2008年 | 937              |
| 2009年 | 856              |
| 2010年 | 848              |
| 2011年 | 874              |
| 2012年 | 877              |
| 2013年 | 885              |
| 2014年 | 939              |
| 2015年 | 1,037            |
| 2016年 | 1,112            |
| 2017年 | 1,108            |
| 2018年 | 1,064            |
| 2019年 | 1,047            |
| 2020年 | 863              |
| 2021年 | 935              |
| 2022年 | 1,000            |

## 駅周辺
駅名は「丸岡」となっているものの、旧丸岡町ではなく旧坂井町に位置する。坂井市内で最も人口が多い地域ながら鉄道路線の廃止から久しい旧丸岡町にある丸岡バスターミナル（本丸岡駅跡地）へは次小節の路線バスの利用で約13分となるが、平日11本、土曜10本で休日・旧盆・年末年始は運休。旧丸岡町へのアクセスは路線バスで約50 - 60分かかるものの福井駅（福井市）からのほうが毎日毎時運行と多い状況にある。
- 坂井市役所
- 福井県立坂井高等学校
- 坂井市立坂井中学校
- 坂井市立東十郷小学校
- 坂井郵便局
- PLANT-2 坂井店

### バス路線
※ いずれも休日・旧盆・年末年始運休。
京福バス 丸岡駅停留所
- 48系統（三国丸岡線） 三国駅行き、霞の郷行き
- 82系統（丸岡永平寺線） 永平寺口駅（永平寺町）行き

## 隣の駅
ハピラインふくい
■ハピラインふくい線
春江駅 - 丸岡駅 - 芦原温泉駅

### かつて存在した路線
京福電気鉄道
丸岡線
新福島駅 - 丸岡駅 - 東長田駅